# يوتا غوكي
يوتا غوكي (باليابانية: 郷家 友太) (مواليد 10 يونيو 1999) هو لاعب كرة قدم ياباني.

## وصلات خارجية
- يوتا غوكي على موقع رابطة كرة القدم اليابانية للمحترفين (اليابانية)
- يوتا غوكي على موقع قاعدة بيانات كرة القدم.إي يو (الإنجليزية)
- يوتا غوكي على موقع Soccerway.com (الإنجليزية)
- يوتا غوكي على موقع عالم كرة القدم.نت (الإنجليزية)